# Chancellor Industries
Chancellor Industries este o companie mamut, imaginară, care se ocupă de inginerie și design din serialul de televiziune Tânăr și neliniștit. Fondată de Phillip Chancellor I, fiul său Phillip Chancellor II; și soția sa, Katherine Chancellor.